# Deutsches Generalkonsulat in Danzig

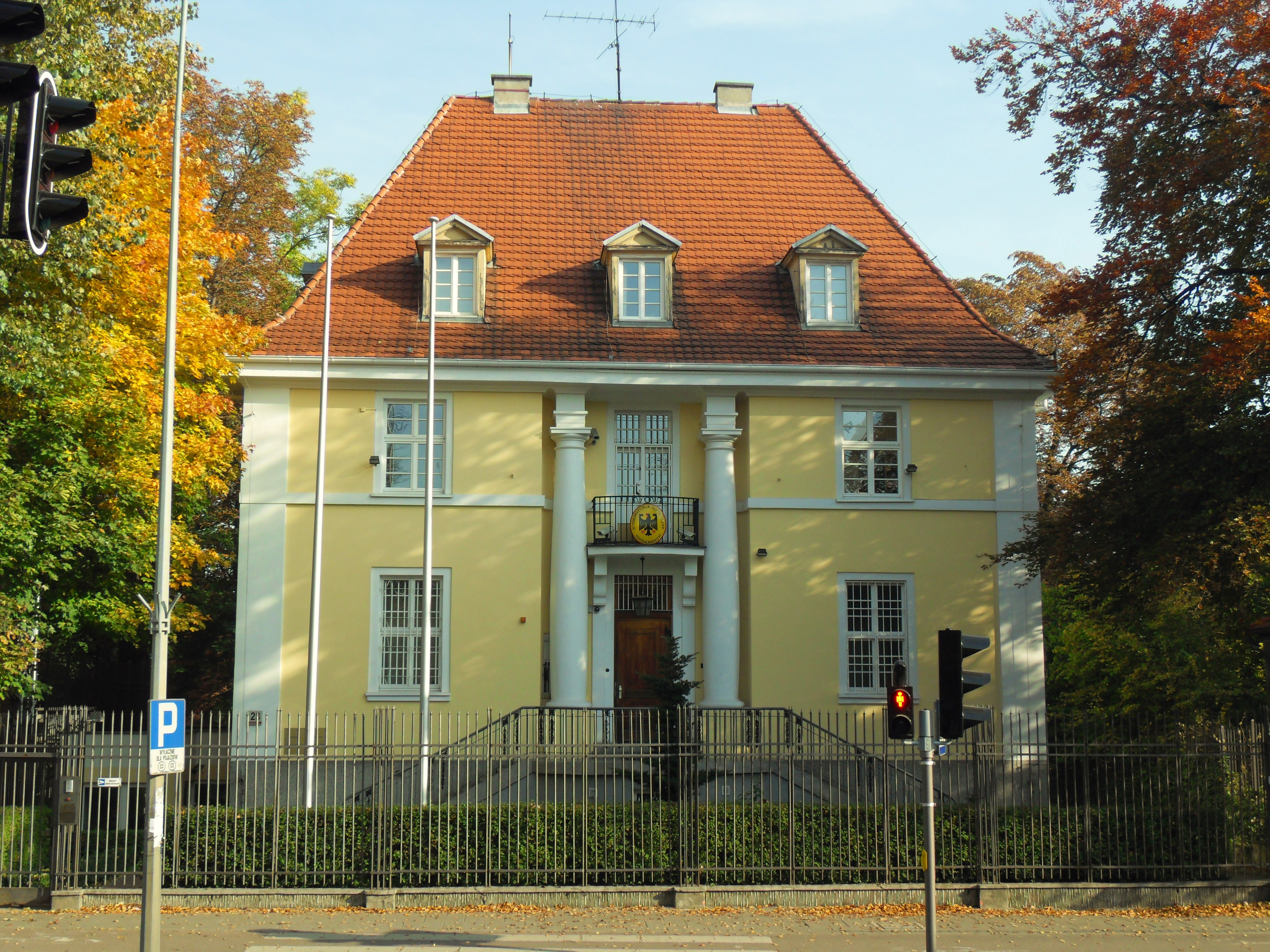
Deutsches Generalkonsulat in Danzig

Das Generalkonsulat der Bundesrepublik Deutschland in Danzig (polnisch Konsulat Generalny Niemiec w Gdańsku)  ist eine diplomatische Vertretung in der polnischen Stadt Danzig (Gdańsk). Sie befindet sich in der ulica Zwycięstwa 43 im Stadtteil Wrzeszcz seit 1990.

## Geschichte

### Deutsche diplomatische Vertretungen in Danzig
Seit 1648 sind diplomatische Vertretungen deutscher Länder in Danzig bekannt. 1920 eröffnete das Deutsche Reich ein Konsulat in der völkerrechtlich selbstständigen Freien Stadt Danzig. Dieses befand sich in Neugarten 30–34, ab 1922 am Krebsmarkt 7–8 und ab 1925 gegenüber im Hotel Danziger Hof am Dominikwall 3 (Wały Jagiellońskie) im Stadtteil Stadtmitte; das letzte Gebäude ist nicht erhalten. 1921 wurde dieses in ein Generalkonsulat umgewandelt und bestand bis 1939. In diesem Jahr wurde Danzig vom Deutschen Reich annektiert (bis 1945).
Die DDR eröffnete 1962 ein Generalkonsulat in der ulica Zwycięstwa. Dieses wurde 1990 von der Bundesrepublik Deutschland übernommen.

### Gebäude
Das Gebäude wurde 1914/15 nach Plänen des Danziger Architekten Albert Carsten für den Akademischen Segler-Verein gebaut. Die Adresse war damals Große Allee (später Hindenburg-Allee) in Danzig-Langfuhr.
In den 1950er Jahren befand sich hier ein Mädcheninternat des Conradinum. Seit 1962 wird es  als diplomatische Vertretung genutzt.

## Aufgabengebiete
Im Generalkonsulat befinden sich ein Rechts- und ein Konsularreferat, vor allem für Pass- und Visa-Angelegenheiten. Es ist für deutsche Staatsangehörige in den Woiwodschaften Pommern, Westpommern, Ermland-Masuren und Kujawien-Pommern, sowie für Teile der Woiwodschaft Großpolen zuständig.
In der Botschaft in Warschau gibt es weitere Referate. Daneben gibt es Generalkonsulate in Krakau (Kraków) und Breslau (Wrocław), sowie Konsulate in Oppeln (Opole), Allenstein (Olsztyn), Bromberg (Bydgoszcz), Kielce, Łódź, Lublin, Posen (Poznań), Rzeszów und Stettin (Szczecin).

## Persönlichkeiten
Das Generalkonsulat wurde bzw. wird geleitet von
- Nelly-Marianne Wannow, 1990–1992
- Dorothee Boden, 1992–1999
- Roland Fournes 1999–2001
- Detlof von Berg, 2002–2005
- Ute Minke-König, 2005–2008
- Joachim Bleicker, 2008–2011
- Annette Klein, 2011–2014
- Cornelia Pieper, 2014–